# Джози и кошечки (фильм)
«Джози и кошечки» (англ. Josie and the Pussycats) — американская музыкальная комедия режиссёров Гарри Элфонта и Деборы Каплан 2001 года. Фильм основан на одноимённом комиксе компании Archie и одноимённом мультсериале студии Hanna-Barbera. Фильм провалился во время своего первоначального выхода, однако позже приобрёл культовый статус.

## Сюжет
Руководитель музыкального лейбла MegaRecords Фиона, находясь в сговоре с правительством, занимается «промывкой мозгов» молодёжи при помощи музыки. Лейблу принадлежит успешная мальчиковая группа «ДуЖур», в записи которой, без ведома самих музыкантов, добавляется скрытое послание с призывом покупать те или иные товары. Участники группы обнаруживают подобное послание на одном из своих треков и начинают задавать неудобные вопросы менеджеру лейбла. С группой быстро расстаются, подстроив авиакатастрофу.
Менеджер лейбла, находясь в небольшом городке Ривердейл, должен срочно найти новую группу на замену. Он случайно натыкается на девичью любительскую рок-группу «Кошечки», которой сразу же предлагает подписать контракт. Девушек привозят в Нью-Йорк, где они записывают сингл, который мгновенно становится хитом и уже в течение недели девушки становятся знаменитостями. Лейбл самостоятельно переименовывает группу в «Джози и кошечки», отделяя, таким образом, вокалистку от остальной группы.
После общения с главой лейбла Фионой, девушки начинают подозревать что-то неладное, поэтому лейбл решает убить двух участниц группы, а из Джози сделать сольную исполнительницу. Джози подсовывают трек с зашифрованным посланием, заставляющим её порвать со своими подругами. Лишь только, когда девушка случайно разбивает свой плеер, она понимает, что с их музыкой что-то не так. Джози отправляется на студию, где и узнаёт, как именно работает микшерный пульт.
Хотя Джози теперь знает правду, лейбл не может просто так избавиться от неё, ведь уже запланирован грандиозный концерт с её участием. Фиона заставляет Джози выйти на сцену, угрожая устроить автокатастрофу с её подругами, если она откажется это сделать. В этот момент появляются раненые участники «ДуЖур», которые смогли выжить, посадив падающий самолёт на поле. Тем не менее, они сильно пострадали из-за фанатов группы Metallica, концерт которой проходил на этом поле. Завязывается потасовка. Появляются правительственные агенты, которые арестовывают руководство лейбла. Само правительство уже отказалось от идеи «промывать мозги» молодёжи через музыку, поскольку было решено, что эффективнее это делать через кино.

## В ролях
- Рэйчел Ли Кук — Джози Маккой
- Тара Рид — Мелоди Валентайн
- Розарио Доусон — Валери Браун
- Габриэль Манн — Алан М.
- Пауло Костанцо — Александр Кэбот
- Мисси Пайл — Александра Кэбот
- Алан Камминг — Уайет Фрейм
- Паркер Поузи — Фиона
- Том Батлер — Агент Келли
- Дональд Фэйсон — Диджей, участник «ДуЖур»
- Сет Грин — Трэвис, участник «ДуЖур»
- Брекин Мейер — Марко, участник «ДуЖур»
- Александр Мартин — Лес, участник «ДуЖур»
- Карсон Дэйли — играет себя
- Ариес Спирс — фальшивый Карсон Дэйли
- Юджин Леви — играет себя

## История
Фильм основан на одноимённом комиксе компании Archie и мультсериале. Оригинальный комикс «Джози и кошечки» выходил с 1963 года по 1982 год. В 2016—2017 годах выходила новая версия комикса. В 1970—1971 годах Hanna-Barbera выпустили мультсериал по комиксу. В 1972 году у мультсериала вышел спин-офф «Джози и кошечки в открытом космосе», а в 1973 году в мультсериале «Новые дела Скуби-Ду» вышла совместная серия «Кошечек» со Скуби-Ду («The Haunted Showboat»).
В прослушивании на роль Валери принимали участие Бейонсе, Алия и Лиза «Лефт Ай» Лопес. Исполнительница главной роли Рэйчел Ли Кук рассказывала, что была очень удивлена, что роль Джози досталась ей, так как она не умеет ни петь, ни играть на гитаре. Оказалось, что авторы фильма запомнили её ещё по кастингу своего предыдущего фильма «Не могу дождаться» (1998), когда она пробовалась на главную роль, которая отошла тогда Дженнифер Лав Хьюитт.
В фильме содержится большое количество продакт-плейсмента. При этом его создатели сообщили, что им никто не платил и все товары они добавляли в фильм сами.
В следующий раз «Джози и кошечки» появились на экране в 2017 году, когда канал The CW запустил сериал «Ривердейл», основанный на персонажах комиксов Archie. При этом в сериале все «Кошечки» были чернокожими, а не только Валери, как это было в комиксах, мультсериале и фильме. В 2020 году у «Ривердейла» вышел спин-офф «Кэти Кин», где также появлялись «Кошечки».

## Саундтрек
Несмотря на провал фильма, саундтрек вызвал интерес и разошёлся тиражом в 500 000 копий. На сайте AllMusic у альбома 4 звезды из 5. Исполнительным продюсером выступил Бэбифейс. За Джози поёт Кэй Хэнли, вокалистка альтернативной рок-группы Letters to Cleo. При этом голоса непосредственно актрис (Рэйчел Ли Кук, Тары Рид и Розарио Доусон) можно услышать на бэк-вокале. В 2017 году альбом был переиздан на виниле.
| №                   | Название                     | Исполнитель             | Длительность |
| ------------------- | ---------------------------- | ----------------------- | ------------ |
| 1.                  | «3 Small Words»              | Josie and the Pussycats | 2:53         |
| 2.                  | «Pretend to Be Nice»         | Josie and the Pussycats | 3:50         |
| 3.                  | «Spin Around»                | Josie and the Pussycats | 3:17         |
| 4.                  | «You Don’t See Me»           | Josie and the Pussycats | 3:43         |
| 5.                  | «You’re a Star»              | Josie and the Pussycats | 2:06         |
| 6.                  | «Shapeshifter»               | Josie and the Pussycats | 3:01         |
| 7.                  | «I Wish You Well»            | Josie and the Pussycats | 2:54         |
| 8.                  | «Real Wild Child»            | Josie and the Pussycats | 1:51         |
| 9.                  | «Come On»                    | Josie and the Pussycats | 3:13         |
| 10.                 | «Money (That’s What I Want)» | Josie and the Pussycats | 2:28         |
| 11.                 | «DuJour Around the World»    | DuJour                  | 2:56         |
| 12.                 | «Backdoor Lover»             | DuJour                  | 3:40         |
| 13.                 | «Josie and the Pussycats»    | Josie and the Pussycats | 1:43         |
| Общая длительность: | Общая длительность:          | Общая длительность:     | 37:44        |

## Рецензии
Фильм полностью провалился в прокате, заработав $15 млн при бюджете в $39 млн. На сайте Rotten Tomatoes рейтинг «свежести» фильма составляет 53 %, на Metacritic у фильма 47/100.
По мнению кинокритика Роджера Эберта фильм мог бы быть сатирой на Spice Girls и другие подобные группы, но создатели ушли в другую сторону. Эберт поставил фильму половину звезды из четырёх.
Постепенно фильм приобрёл культовый статус. Его посчитали недооценённой сатирой, пародирующей общество потребления. В Los Angeles Times в 2017 году написали, что гиперкоммерциализация индустрии звукозаписи стала ещё более актуальной, а фильм опередил своё время и первоначально был неправильно понят.